# Gentiana rostanii
Gentiana rostanii là một loài thực vật có hoa trong họ Long đởm. Loài này được Reut. ex Verlot mô tả khoa học đầu tiên năm 1872.